# Szabálytalanságok és kötelezettségszegések a labdarúgásban

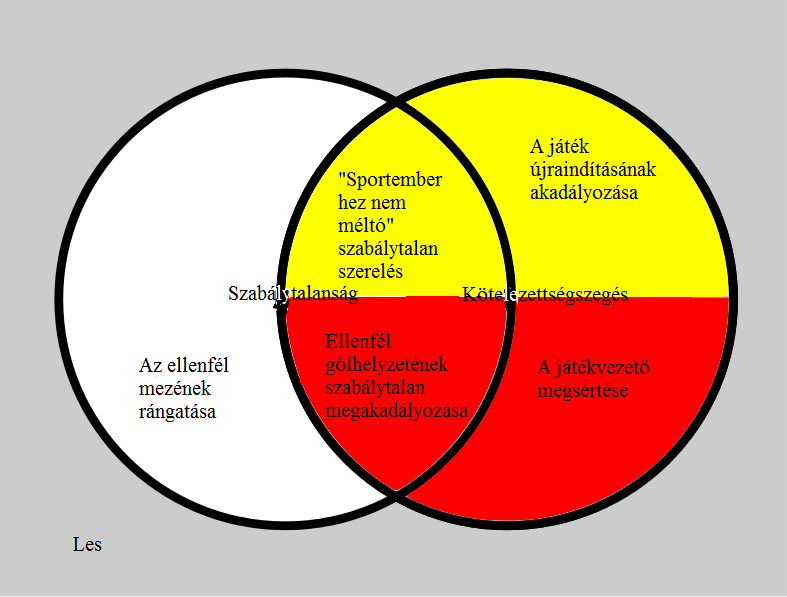
A Venn-diagram a szabálytalanságok és a kötelezettségek kapcsolatát mutatja be példákkal. A les egy példa technikai szabálytalanságra, amely nem esik bele egyik kategóriába sem. Megjegyzés: a játékvezető saját belátása szerint is büntethet "sportszerűtlen magatartásért"

A szabálytalanságok és kötelezettségszegések azon cselekedetek a labdarúgásban, amelyeket a játékvezető szabálytalannak ítél és megbüntet. Egy eset lehet szabálytalan, kötelezettségszegő vagy mindkettő, ez a fajtájától függ. A szabálytalanságok és kötelezettségszegések a labdarúgás szabályainak a 12. pontja.
Egy szabálytalanság egy játékos sportszerűtlen megmozdulása, amit a játékvezető a szabályokkal ellentétesnek ítél meg. Az ilyeneket közvetett vagy közvetlen szabadrúgással, esetleg tizenegyessel torolja meg a bíró. Egy szabálytalanság követelményei:
- különleges eset, amelyet a 12. szabálypontban lehet olvasni (más esetek, például újraindítás akadályozása nem számít ilyennek);
- egy pályán lévő játékos követte el;
- a pályán történik, mialatt a labda játékban van;
- egy ellenféllel szemben követi el (például ha csapattársát vagy a játékvezetőt rúgja meg, már kötelezettségszegés)

A kötelezettségszegések közé tartozik minden olyan eset, amit a játékvezető fegyelmi szankcióval büntet (sárga vagy piros lap). Beletartoznak például a szabálytalanságok is. Kötelezettségszegés előfordulhat olyankor is, amikor a labda pályán kívül van, félidőben, vagy meccs után, a játékosok és a cserék is büntethetők. Ez nem olyan, mint a szabálytalanság, amit csak pályán lévő játékos követhet el, mikor a labda játékban van.
A kötelezettségszegést, ha a játékos veszélyt okozott, figyelmeztetéssel (sárga lap) vagy kiállítással (piros lap) büntetendők. A figyelmeztetés után a játékvezető hagyományosan elkönyveli jegyzetfüzetébe a játékos adatait.
A lapok rendszerét a brit játékvezető, Kenneth Aston találta ki, mikor autójával egy közlekedési lámpa előtt várakozott. Az 1970-es labdarúgó-világbajnokságon vezették be, de egészen 1982-ig nem használták mindenhol.